# بيت التاج (ملحان)

تعديل مصدري - تعديل

بيت التاج هي إحدى قرى عزلة باحش بمديرية ملحان التابعة لمحافظة المحويت، بلغ تعداد سكانها 372 نسمة حسب تعداد اليمن لعام 2004.